# Smrt George Floyda
K vraždě druhého stupně 46letého Afroameričana George Floyda došlo 25. května 2020 v americkém Minneapolisu v důsledku dušení způsobeného zásahem policisty Dereka Chauvina, který mu při jeho zatýkání klečel více než osm minut na krku, i poté co zadržený ztratil vědomí a na místo dorazili záchranáři. Jedno z videí zachycujících tento incident vyvolalo silnou vlnu protestů namířených proti rasismu a policejnímu násilí, které se konaly napříč Spojenými státy i dalšími zeměmi. Dne 25. června 2021 byl Chauvin za vraždu George Floyda odsouzen k trestu odnětí svobody na 22,5 roku. V dubnu 2023 bylo Chavinovo usvědčení z vraždy potvrzeno odvolacím soudem státu Minnesota.

## Zatčení a smrt

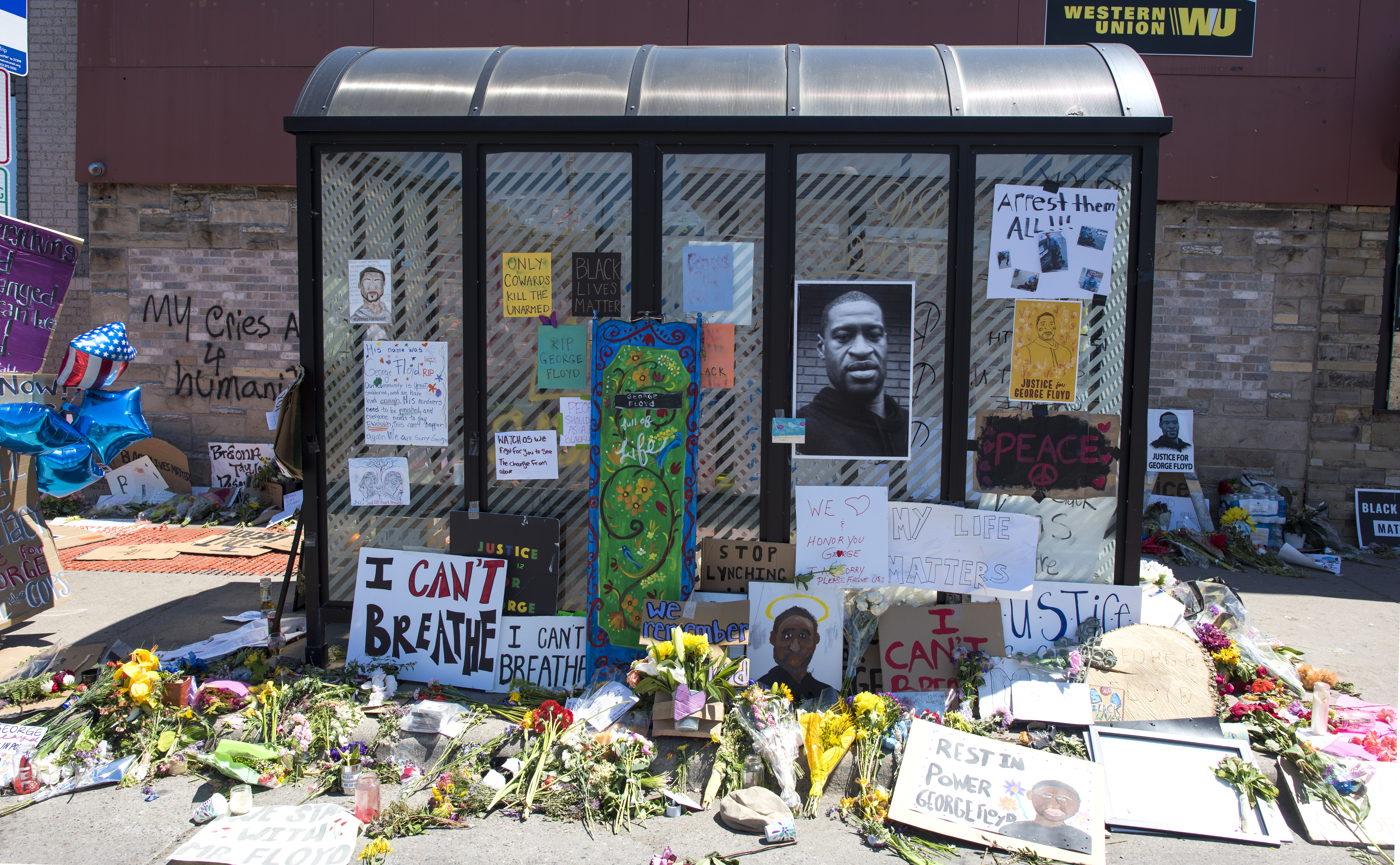
Improvizovaný památník v Chicagu k uctění George Floyda

Incident se odehrál v Minneapolisu 25. května 2020 krátce po osmé hodině večerní. 46letý Afroameričan George Floyd si šel do zdejšího obchodu Cup Foods koupit cigarety, při platbě ovšem měla obsluha podezření, že předložil padělanou dvacetidolarovou bankovku. Zavolala proto policii, zatímco Floyd odešel do auta, které měl přistavené poblíž. Floyd byl vyzván k tomu, ať své auto opustí. Floyd začal panikařit. Podle pitevní zprávy byl pod vlivem omamných látek. Po vystoupení z vozu mu policista nasadil pouta. Floyd byl vyděšený, opakoval, že nechce být zastřelen a že v podobné situaci již byl jednou postřelen, a že nedávno mu zemřela matka (matka zemřela před dvěma roky). Přítomná bývalá Floydova přítelkyně potvrdila dřívější postřelení policií a dodala, že Floyd je vůči policii paranoidní. Ačkoliv byl Floyd spoután, policistům se ho tři minuty nedařilo dostat do policejního vozu. Zasahujícím policistům mimo jiné několikrát opakoval, že do auta nechce, že se bojí a že trpí klaustrofobií, na což mu policista Lane nabídl stažení okénka. Floyd byl donucen nastoupit, přitom se podle strážníka Thomase K. Lanea poranil v obličeji a začala mu téct krev. Při nastupování a ve voze opakoval, že nemůže dýchat. Vzápětí vypadl druhou stranou z vozu na zem.
Mediální pozornost si případ získal zejména díky virálnímu videu, natočenému kolemjdoucí osobou, ve kterém bělošský policista Derek Chauvin klečel na krku zatýkaného George Floyda krátce potom, co se Floyd sesunul k zemi. Záznam začínal tím, že Floyd vzdychal a opakoval, že nemůže dýchat. Poté, co Floyd řekl, že umírá, odpověděl mu Chauvin, ať se uklidní, a zeptal se ho, co chce. Na to Floyd odpověděl: „Prosím, ta noha na mém krku, nemůžu dýchat.“ Mezitím neidentifikovatelný hlas přikázal, ať Floyda naloží do auta. Ten souhlasil, ale namítl, že se nemůže hýbat, protože Chauvin mu stále klečel na krku. Floyd prosil o pomoc a v pláči volal: „Mami!“, na což žádný z policistů neodpověděl. Na Floydově krku Chauvin klečel i ve chvíli, kdy se Floyd přestal hýbat a komunikovat a policista Kueng po kontrole nenašel puls. Jeho tělo bylo následně naloženo do sanitky, kde začali s oživováním.
Podle oficiální pitvy byla příčinou smrti kombinace policejního zákroku, zdravotních problémů a přítomných omamných látek ve Floydově těle. Podle závěru pitvy provedené soukromým patologem však vlastní příčinou Floydova úmrtí bylo udušení. Chauvin byl obviněn z vraždy třetího stupně, která byla později překlasifikována na vraždu druhého stupně. Podle úředních záznamů na něj za 19 let služby u policie bylo podáno 17 stížností. Spolu s ním byli obviněni i další tři zasahující policisté, Afroameričan Alexander Kueng, Thomas Lane a Tou Thao, který pochází z komunity hmongských uprchlíků. Kueng a Lane byli kadeti, kteří byli ve službě teprve několik dní. Chauvin a Floyd pracovali v minulosti jako ochranka ve stejném podniku a podle některých zdrojů existuje možnost, že se osobně znali. Floyd měl za sebou kriminální minulost týkající se většinou drogových deliktů a krádeží. Za nejzávažnější trestný čin, ozbrojené loupežné přepadení v texaském Houstonu, byl v roce 2009 odsouzen na pět let vězení. Není jasné, zda zasahující policisté věděli o jeho trestní minulosti a zda to hrálo roli při jejich zákroku.

## Vyšetřování a soud
V březnu 2021 začal v Minneapolisu soudní proces s Derekem Chauvinem, obviněným z vraždy druhého či třetího stupně a zabití George Floyda. Podle prokurátora použil proti neozbrojené oběti nadměrné a nepřiměřené násilí, čímž porušil svoje povinnosti policisty. Při výběru poroty byli někteří kandidáti vyloučeni pro možnou předpojatost. Sám Chauvin před soudem odmítl vypovídat. Dne 20. dubna 2021 porota po desetihodinovém jednání rozloženém do dvou dní uznala Dereka Chauvina vinným ve všech bodech obžaloby, tedy z vraždy druhého stupně, vraždy třetího stupně a zabití druhého stupně. Chauvinův obhájce zhruba 2 týdny po verdiktu požádal o nový proces, neboť podle jeho názoru došlo v průběhu k několika pochybením. Dne 25. června 2021 soud určil Chauvinovi trest odnětí svobody na 22,5 roku. Zároveň začal federální soudní proces, v němž byl Chauvin obviněn z omezení George Floyda na osobní svobodě.
Další tři Chauvinovi kolegové, kteří se zatýkání účastnili, byli obžalováni z napomáhání vraždě. Soud s nimi byl ohlášen na srpen 2021. Dne 7. května byli obviněni z porušení ústavních práv zadrženého George Floyda, vyplývajících konkrétně z jejího čtvrtého dodatku, když důstojníku Chauvinovi nezabránili v udušení zadrženého. V únoru 2022 porota federálního soudu odsoudila všechny tři bývalé policisty ve všech bodech obžaloby z porušování občanských práv George Floyda.

## Společenská reakce

### Demonstrace a nepokoje

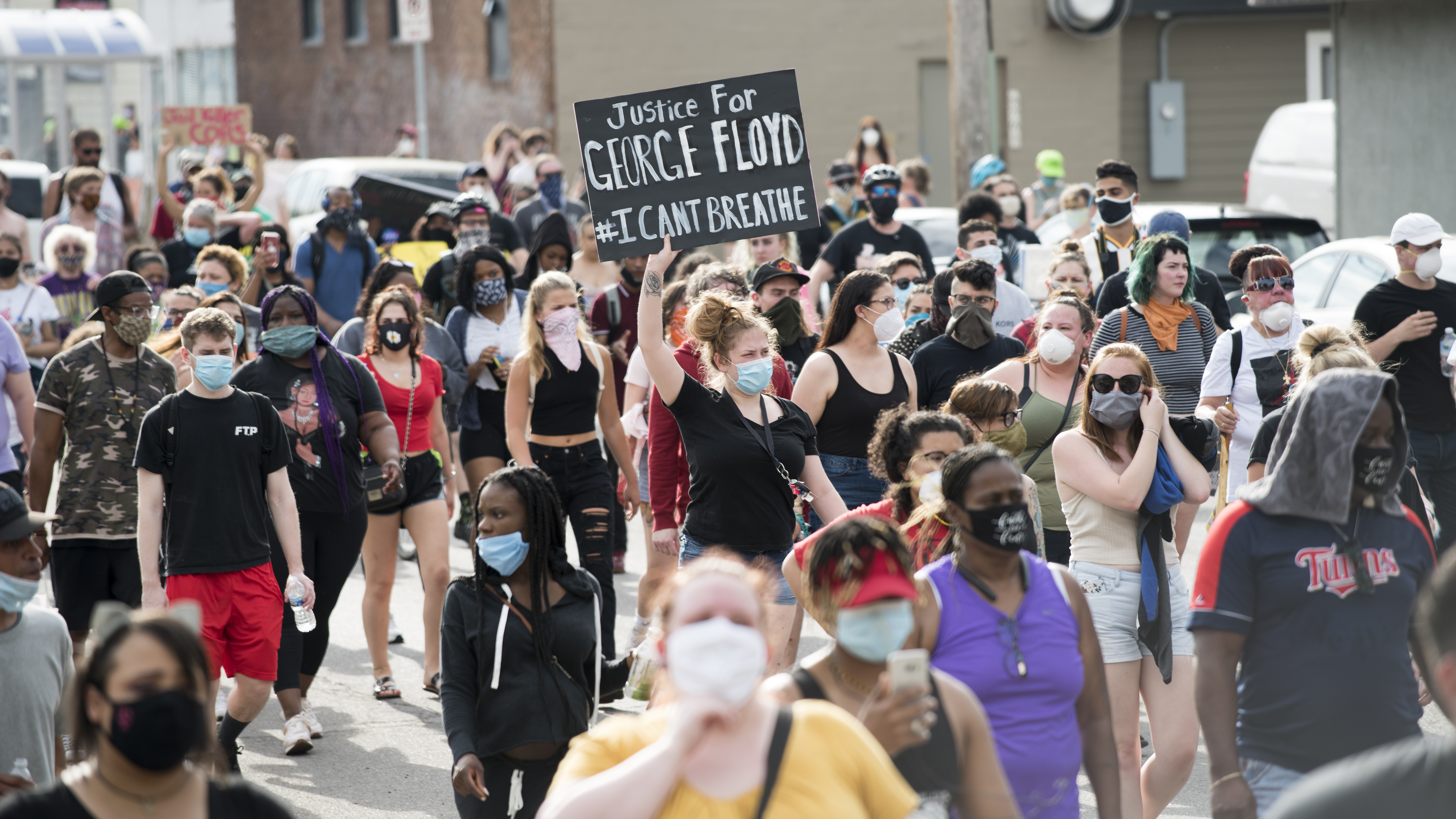
Protest v Minneapolisu den po Floydově smrti

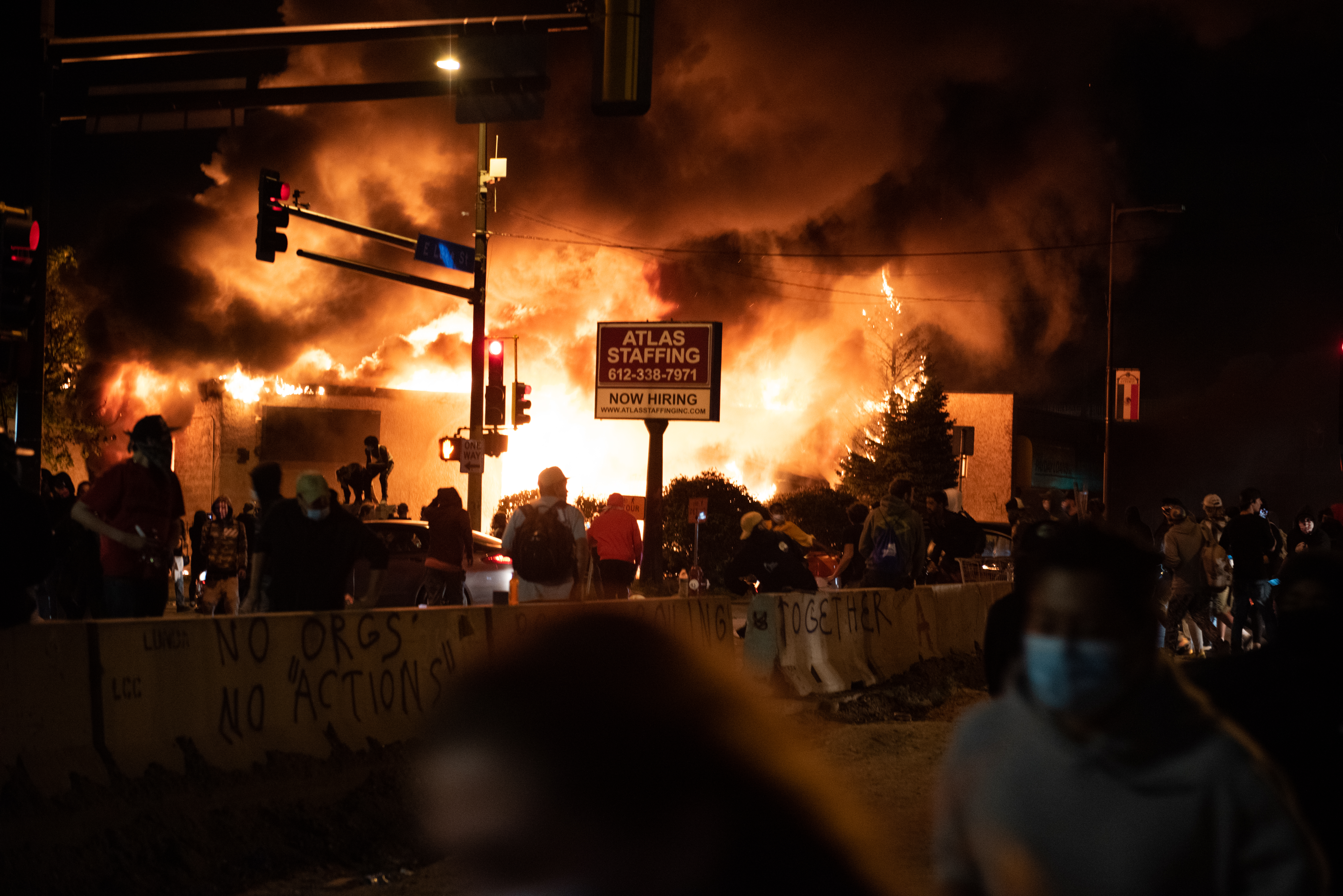
Hořící budova v Minneapolis, 29. května 2020

Zveřejnění videozáznamu násilné smrti Afroameričana Floyda vedlo k vlně nepokojů ve více než 100 amerických městech. Ty pokračovaly v odkazu na podobné protesty historického hnutí za občanská práva a hnutí Black Lives Matter, které bojuje proti policejní brutalitě, systematickému rasismu, rasovému profilování a dvojímu metru uvnitř policejních institucí. Floydově smrti v předchozích letech předcházely podobné události, kdy nepřiměřený zákrok policie vedl k usmrcení černošského občana. Mezi mediálně nejznámější patří udušení Erica Garnera v New Yorku v roce 2014, zastřelení Michaela Browna v Missouri v roce 2014, smrt Freddieho Graye v Marylandu v roce 2015, zastřelení Philanda Castilea a Justine Damondové v roce 2016 v Minnesotě a zastřelení Breonny Taylorové v Kentucky v březnu 2020. V únoru 2020 v Georgii došlo k zastřelení Ahmauda Arberyho místním obyvatelem. Některé případy vyvolaly již tehdy masové demonstrace. Po smrti George Floyda policie zastřelila Raysharda Brookse v Atlantě v červnu a postřelila Jacoba Blakea ve Wisconsinu v srpnu.
Přestože protesty v Minneapolis byly zpočátku poklidné, skupiny demonstrujících začaly v pozdějších hodinách rozbíjet a vykrádat výlohy a obchody, ničit policejní i jiná auta a zapalovat různé objekty. Policie nasadila těžkooděnce a použila mj. slzný plyn a gumové projektily. Někteří protestující naproti tomu na policii házeli kameny a jiné předměty. Některá média v této souvislosti začala poukazovat na agresivní přístup, který policie uplatňovala proti protestům a nepokojům po smrti George Floyda, v kontrastu s údajně mírnějším postupem proti některým demonstracím převážně bělošských občanů s mnohdy viditelně nošenými zbraněmi, kteří předtím protestovali proti restrikcím a povinné karanténě během koronavirové pandemie. Tento sentiment se rozšířil i na sociálních sítích.
Ke 31. květnu byl vyhlášen noční zákaz vycházení ve 25 městech v 16 amerických státech. Nepokoje provázely i nadále násilné střety s policií, ničení majetku, rabování obchodů a rozbíjení výloh. Část protestů v pozdějších dnech však již byla klidnějších. Policie zatkla na čtyři tisíce lidí, většinu z nich následně propustila. Stovky lidí na obou stranách byly při protestech zraněny, několik jich pak zemřelo, ať už rukou policie nebo v důsledku střetů s demonstranty. Městskou část Capitol Hill v Seattlu demonstranti po stažení policie zatarasili a vytvořili zde „autonomní zónu“ bez přístupu policie.
Solidární protesty se konaly i v Praze a dalších evropských a světových městech. Mimo USA se protesty proti rasismu a policejní brutalitě nejvíce rozhořely ve Spojeném království. Během londýnských protestů 13. června se například dostala do střetu s členy hnutí BLM krajně pravicová skupina a policie zadržela více než 100 lidí. Mediální pozornost pak vzbudil snímek černocha Patricka Hutchinsona, který odnesl do bezpečí zraněného bílého muže.
Podle zprávy neziskové organizace ACLED, která zanalyzovala 7750 demonstrací BLM mezi konci května a srpna, bylo 93 % z nich „poklidných“, tj. těch, během kterých nedošlo k poškozování majetku, včetně strhávání soch a rabování, nebo útokům na policii či jiné osoby. ACLED naproti tomu ve své zprávě zmínila průzkum společnosti Morning Consult, podle kterého 42 % Američanů věří, že „většina protestujících (spojených s hnutím BLM) se snaží podněcovat násilí nebo ničit majetek“.

### Strhávání soch a pomníků

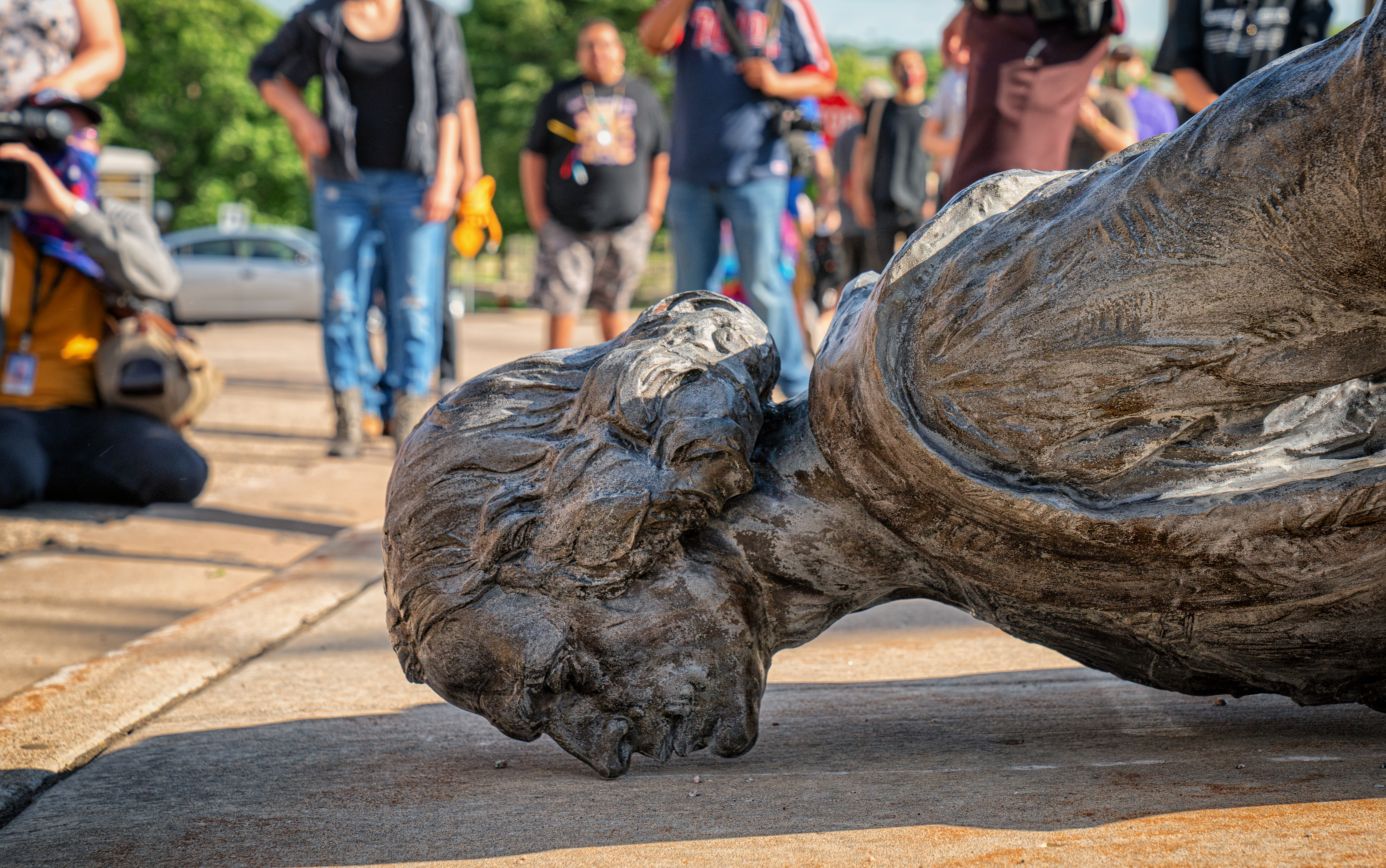
Stržená socha Kryštofa Kolumba u Kapitolu státu Minnesota ve městě Saint Paul, 10. června 2020

Mediální pozornost si získalo zejména strhávání a vandalizování soch a pomníků, které podle názorů protestujících oslavují rasistickou a koloniální minulost Spojených států amerických a některých států Západní Evropy. Poničena nebo odstraněna byla řada pomníků ve Spojených státech, zejména těch historicky spjatých s Konfederovanými státy americkými, například pomník konfederačních vojáků ve městě Birmingham v Alabamě. V Bostonu byla uražena hlava sochy Kryštofa Kolumba a v Saint Paulu byl Kolumbův pomník 10. června stržen. Poničeny byly i další sochy v USA a v Evropě, například pomník španělského spisovatele Miguela de Cervantes y Saavedra v San Franciscu, přestože Cervantes strávil pět let svého života jako otrok v Alžírsku, nebo pomník bílého abolicionisty Matthiase Baldwina ve Filadelfii, který byl posprejován nápisy „vrah“ a „kolonizátor“.
Socha Edwarda Colstona, obchodníka s otroky a místního mecenáše, byla v britském Bristolu skupinou demonstrantů stržena a potopena v přístavu. Ve Velké Británii vznikla iniciativa Topple the Racists, která vytvořila otevřenou mapu více než stovky soch, názvů ulic nebo veřejných míst, které shledává podobně problematickými. V Londýně byla posprejována socha britského premiéra Winstona Churchilla. Pražskou sochu Winstona Churchilla, která stojí na náměstí Winstona Churchilla na Žižkově, neznámé pachatelky posprejovaly nápisy „Byl rasista. Black Lives Matter“.
Dne 19. června 2020, v předvečer svátku Juneteeth, který je všeobecně považován za den konce otroctví, demonstranti ve městě Portland zahalili do americké vlajky sochu prvního prezidenta USA George Washingtona, vlajku následně zapálili a sochu strhli na dlažbu. Protestující v Oregonu rovněž strhli sochu Thomase Jeffersona, dalšího z Otců zakladatelů, a poničili pomníky bílých osadníků z 19. století, kteří do oblasti přicházeli po Oregonské stezce.
Také na dalších místech byly poškozovány či ničeny pomníky dějinných osobností. Samy municipální úřady např. v Londýně v reakci na protesty odstranily sochu Roberta Milligana, původem skotského plantážníka využívajícího koncem 18. století práce otroků na Jamajce, v Antverpách pak sochu bývalého belgického krále Leopolda II.

### Důsledky protestů v kultuře
V návaznosti na smrt George Floyda a následné protesty protesty proti rasismu a policejní brutalitě některé televizní stanice, studia či distributoři trvale nebo dočasně stáhli z nabídky filmy či seriály, jež byly hodnoceny jako rasově neuctivé či kontroverzní. Mezi nimi byl např. komediální seriál britské BBC Malá Velká Británie nebo americkou reality show Policie v akci USA, a to kvůli svému údajně nekritickému zobrazování policie. K jiným filmům, například historickému snímku z konce 30. let 20. století Jih proti Severu, byl v návaznosti na to přidán úvodní komentář, který vysvětloval historický kontext filmu. Takové zásahy do kulturního provozu a dějinného obrazu v uměleckých dílech byly přijaty s nepochopením i u některých sympatizantů boje proti rasové diskriminaci.
V Praze sympatie s hnutím BLM vyjádřilo například Švandovo divadlo na Smíchově nápisem „Black Lives Matter“, který vyvěsilo na markýze. Jeho ředitel následně přiznal nečekané množství agresivních a nenávistných reakcí na tento počin.

## Reakce politiků a úřadů

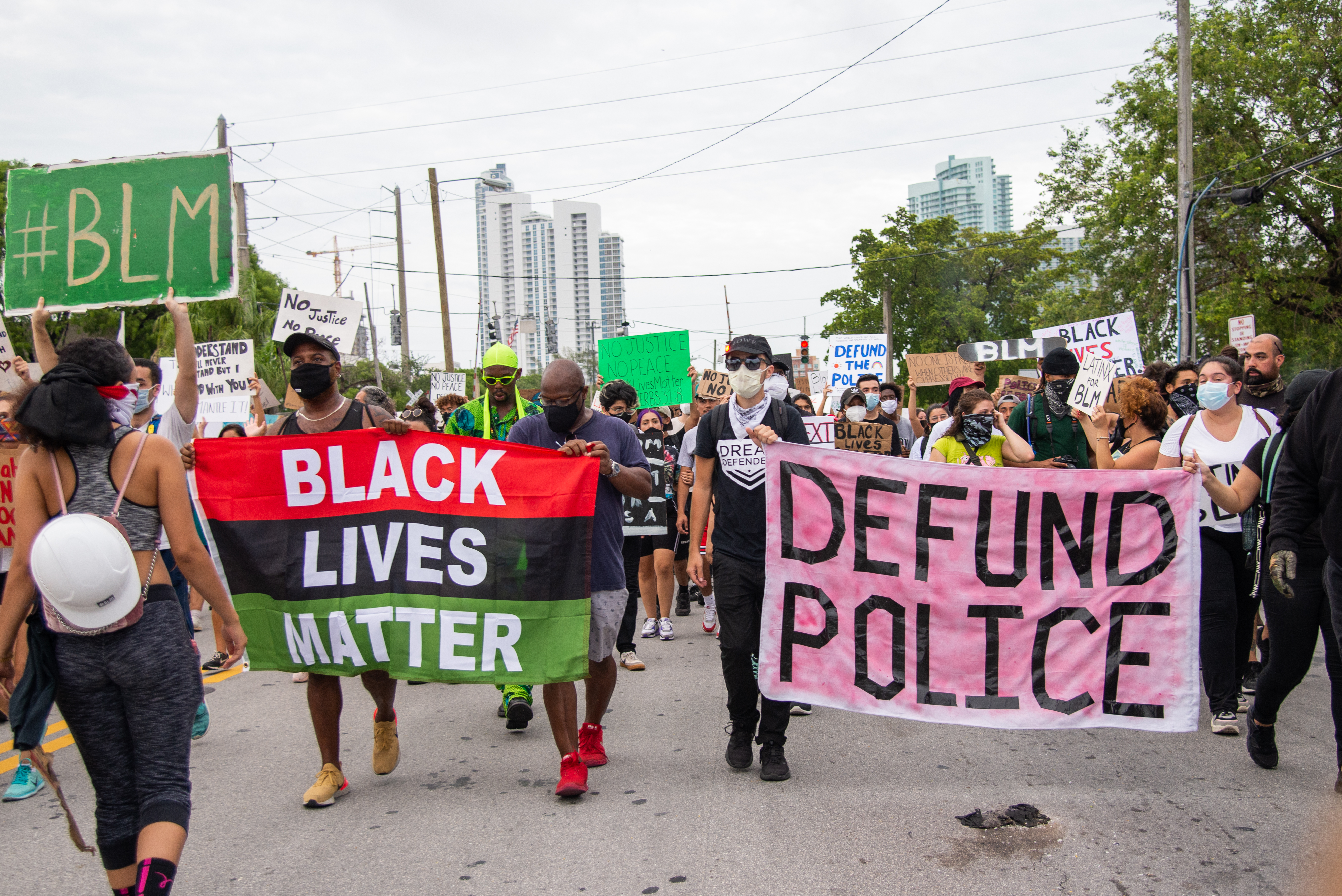
Demonstranti ve Spojených státech požadovali po smrti George Floyda omezit financování policie

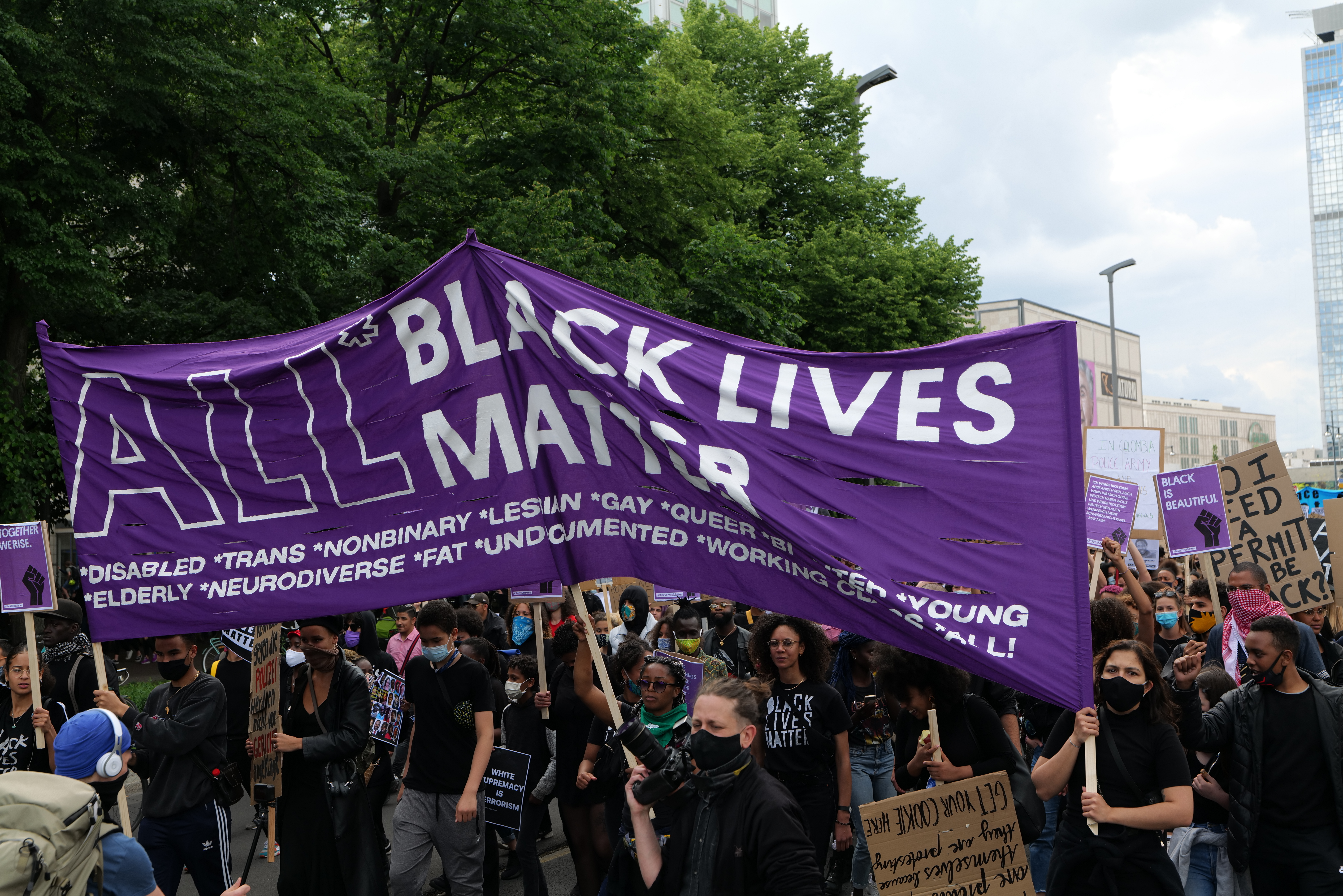
Demonstrace na Karl-Marx-Allee v Berlíně 6. června 2020

Reakce na nepokoje se různily, zatímco někteří kritizovali jejich násilný charakter, jiní tomu vyjadřovali pochopení nebo naopak kritizovali násilné zásahy policie.
Americký prezident Donald Trump ve svých prohlášeních vyjádřil lítost nad smrtí George Floyda a uvedl, že případ jeho smrti už začalo vyšetřovat ministerstvo vnitra USA a Federální úřad pro vyšetřování (FBI). Současně vyzval k tvrdému zásahu proti některým demonstrantům, které označil za příslušníky Antify a krajní levice. Na svém twitterovém účtu Trump pohrozil, že buď dostane starosta Minneapolisu Jacob Frey situaci ve městě pod kontrolu, nebo do něj vyšle Národní gardu: „Pokud se objeví jakékoliv potíže, tak převezmeme kontrolu, ale jakmile se začne rabovat, začne se i střílet.“ Trump v této souvislosti uvedl, že má v úmyslu zařadit tzv. Antifu na seznam „domácích teroristických organizací“. K tomu uveřejnil Federální úřad pro vyšetřování (FBI) prohlášení, že nedisponuje žádnými informacemi, že by do protestů v neděli 31. května 2020 byla Antifa zapojena. Zejména u konzervativně pravicových kruhů se Trumpův plán setkal s podporou. Liberálnější a levicoví političtí komentátoři naopak poukazovali na údajnou neproveditelnost Trumpova plánu, protože Antifa jednak není jasně řízenou organizací, ale síť nezávislých antifašistických skupin, především však z jejich pohledu nelze dle amerického práva označit domácí skupiny za „teroristické“. Komentátor pro The Atlantic Ben Zimmer se domníval, že prezident Antifu využívá jako „neviditelného nepřítele, aby odvedl pozornost od systematickému rasismu“.
Demokratický guvernér státu New York Andrew Cuomo upozornil, že protesty odhalily „institucionalizovanou nerovnost a diskriminaci v trestněprávním systému“, a dodal: „Pokud se to stane jednou dvakrát, možná se na to můžete dívat jako na individuální selhání. Pokud se to ale stane desetkrát nebo patnáctkrát a vy se na to stále díváte jako na selhání jednotlivců, tak jste buď slepí, nebo naschvál popíráte realitu.“ Pochopení pro protesty vyjádřila i řada osobností, mezi nimi například černošská rapperka Cardi B. „Policejní brutalita tu byla už dávno předtím, než jsem se narodila, díky sociálním sítím ale nebyla nikdy tak vidět. Kolik pokojných protestů už jsme viděli? Kolik trendujících hashtagů už jsme viděli? Lidi jsou unavení, proto se uchylují k násilnostem,“ napsala, přičemž připomněla pokojné, nenásilné protesty, které doprovázely policejní zabití nevinných Afroameričanů v minulosti.
Demokratická starostka Washingtonu Muriel Bowserová nechala na hlavní ulici vedoucí k Bílému domu namalovat obří nápis přes celou šířku ulice „Black Lives Matter“ a toto prostranství přejmenovat na Black Lives Matter Plaza. Prostranství končí u kostela svatého Jana, před nímž se republikánský prezident Trump o několik dnů dříve nechal vyfotografovat s biblí v ruce, poté co policie rozehnala klidný protest na Lafayettově náměstí.
Londýnský starosta Sadiq Khan pověřil nově založenou Commission for Diversity in the Public Realm (Komisi pro diverzitu ve veřejném prostoru), aby revidovala status všech londýnských pomníků, soch a názvů ulic. Ty, které nějak souvisely s otrokářstvím a kolonialismem, by měly být odstraněny. Podle Khana je diverzita Londýna jeho největší silou, avšak jeho pomníky a názvy bulvárů a veřejných prostor odráží zašlou éru. Na svém Twitteru napsal: „Je smutnou pravdou, že mnoho z našeho bohatství pochází z obchodování s otroky. To však nesmí být oslavováno na našich veřejných místech.“ Přední představitelka Demokratické strany a předsedkyně americké Sněmovny reprezentantů Nancy Pelosiová vyzvala, aby byly z budovy Kapitolu odstraněny sochy všech představitelů Konfederace a konfederačních vojáků z americké občanské války z let 1861 až 1865.

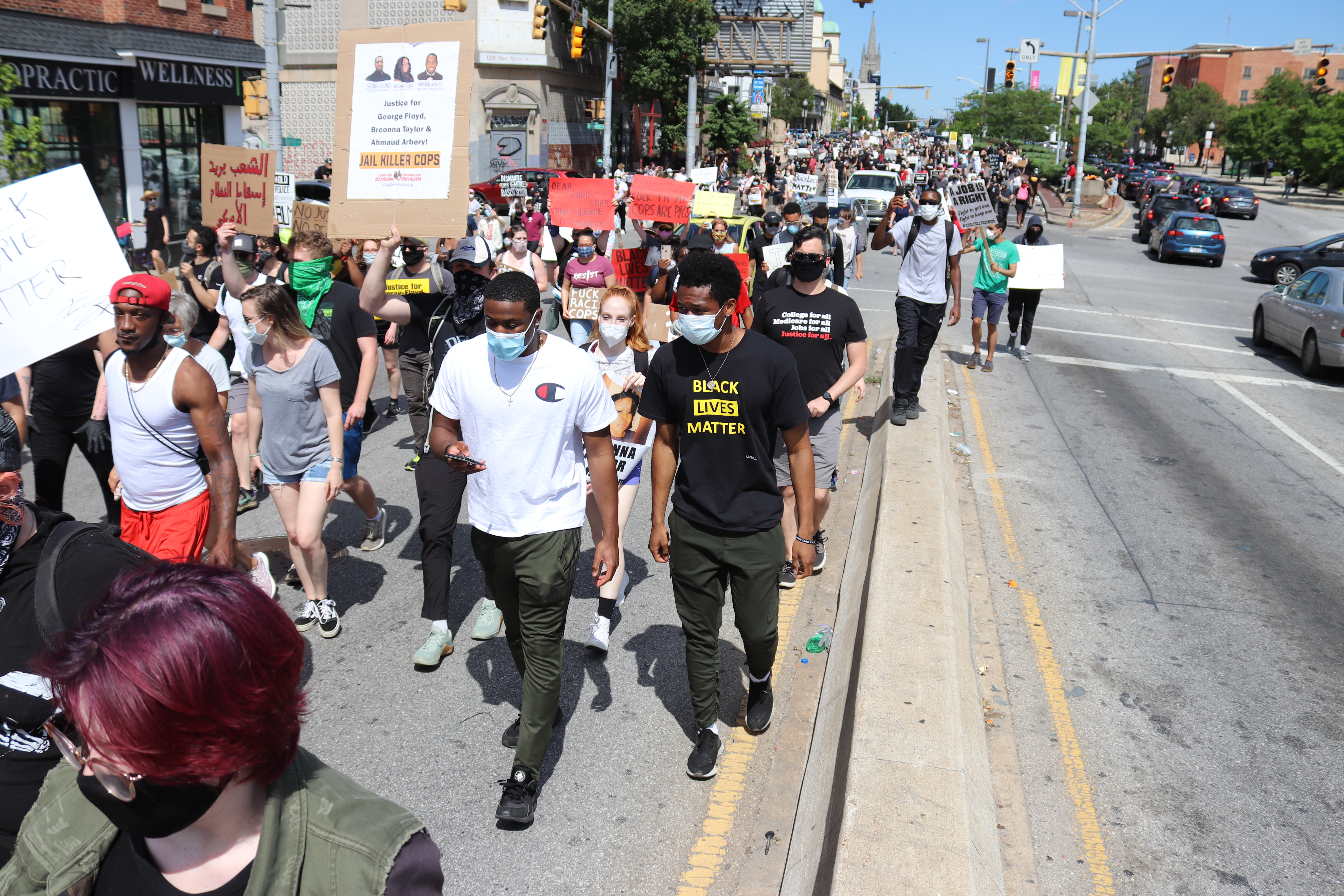
Protesty v Baltimore v unijním státě Maryland

Britské úřady označily protesty za nezákonné kvůli porušování pravidla sociálního distancování v době pandemie covidu-19. Hlavní imunolog americké vlády Anthony Fauci vyjádřil obavy, že by protesty mohly přispět k dalšímu šíření covidu-19. S kritikou se shledala i demonstrace proti rasismu ve Francii, na níž někteří protestující proti svým oponentům skandovali antisemitská hesla namířená proti Izraeli a Židům. Demonstranti také porušili zákaz veřejných shromáždění o více než 10 lidech, který byl ve Francii vyhlášen jako součást opatření v boji proti pandemii covidu-19.
Koncem června 2020 se král Filip v návaznosti na debaty kolem demonstrací jako historicky první belgický panovník omluvil za násilí, krutosti a ponižování v době belgické koloniální nadvlády v Kongu. Omluvný dopis zaslal prezidentovi Félixovi Tshisekedimu u příležitosti 60. výročí nezávislosti Konžské demokratické republiky.
V březnu 2021 schválilo vedení města Minneapolis vyplacení rekordní částky 27 milionů dolarů za urovnání civilní žaloby, kterou podala proti městu a čtyřem zasahujícím policistům v souvislosti s Floydovým úmrtím v červenci 2020 jeho rodina.

## Galerie

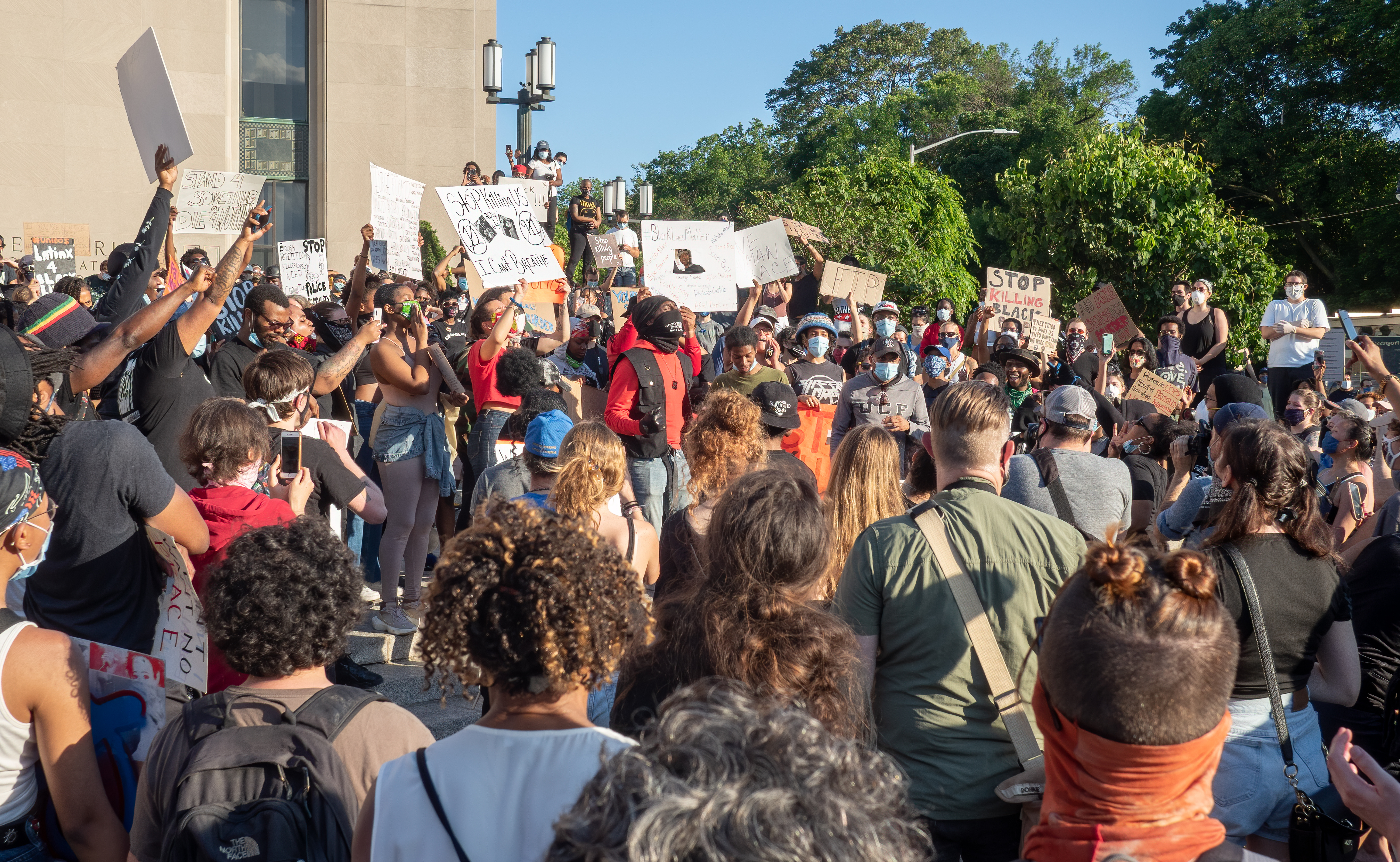
Demonstranti s hesly jako „I Can't Breathe“, „No Justice, No Peace“ nebo „Black Lives Matter“
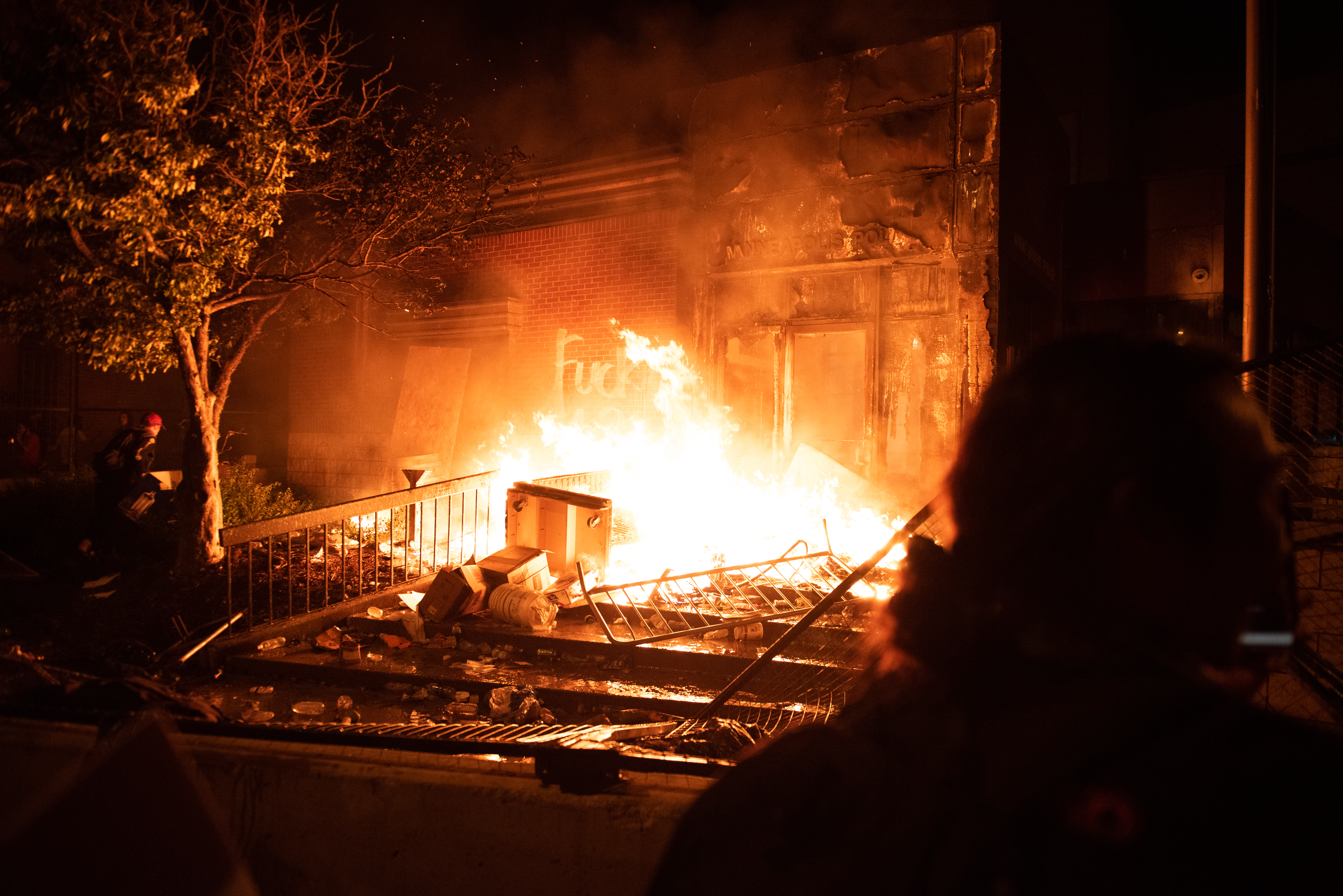
Předem evakuovaná budova 3. policejního okrsku v Minneapolisu, 28. května 2020
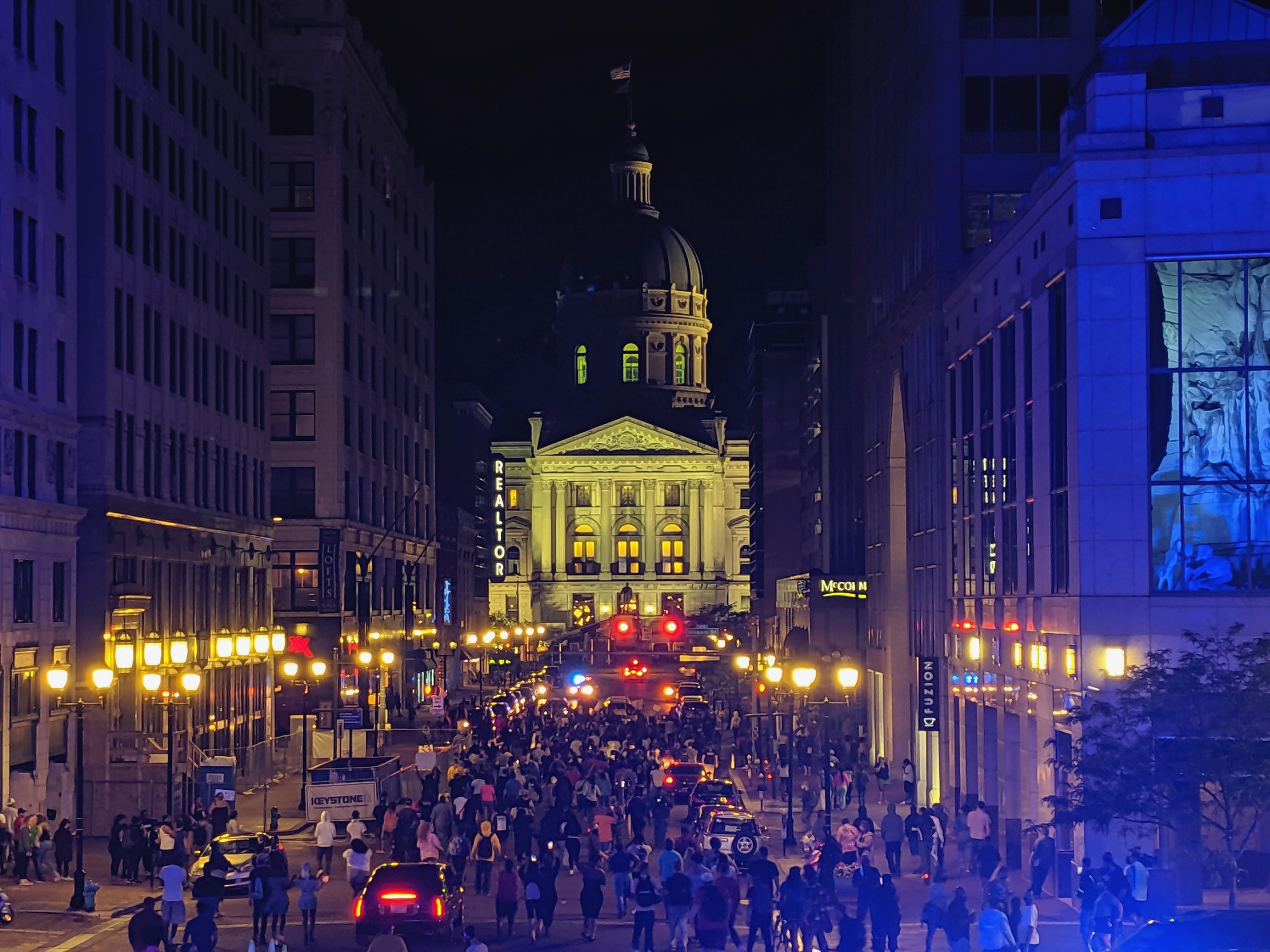
Demonstrace v centru Indianapolisu, 29. května 2020
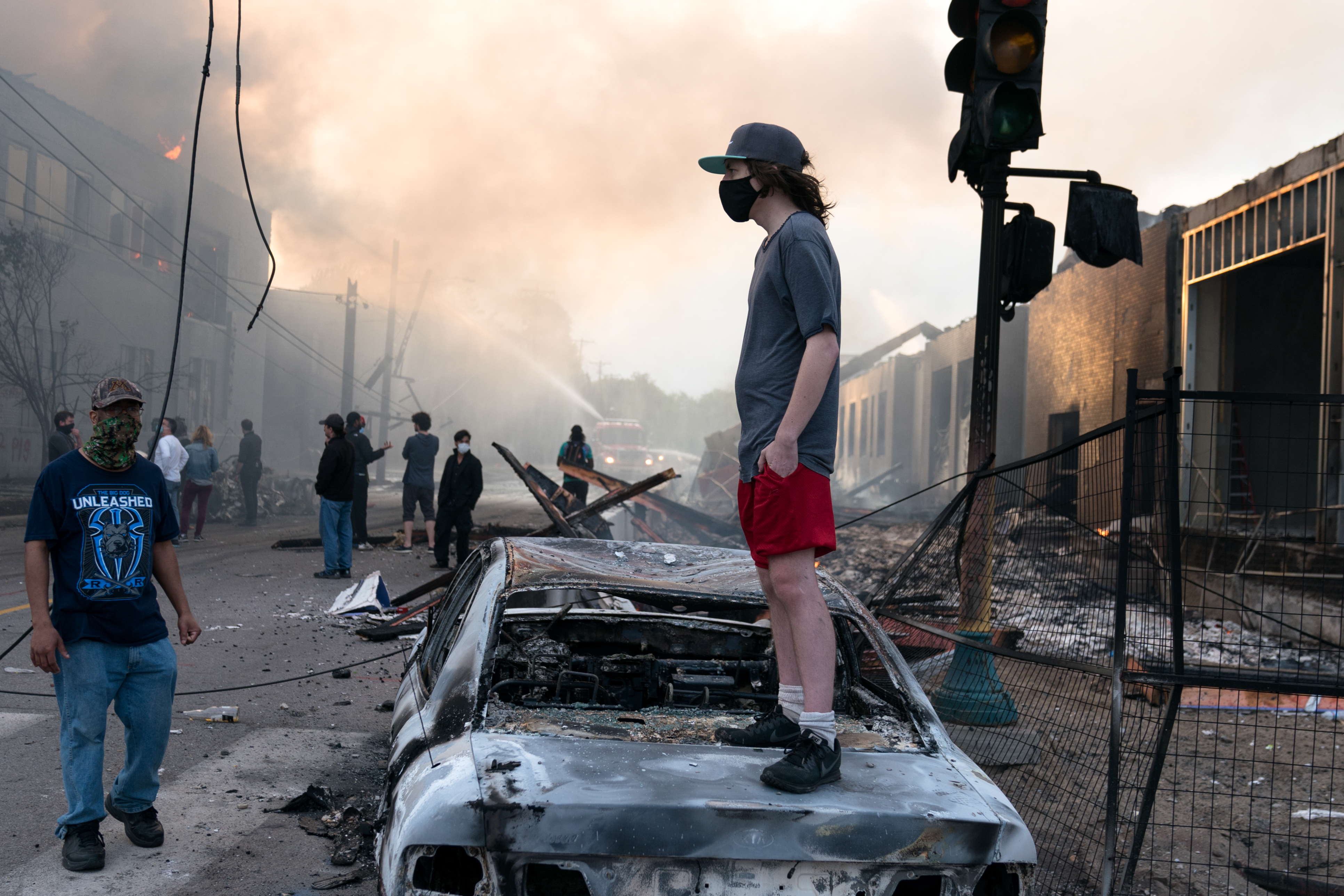
Následky protestů v Minneapolisu
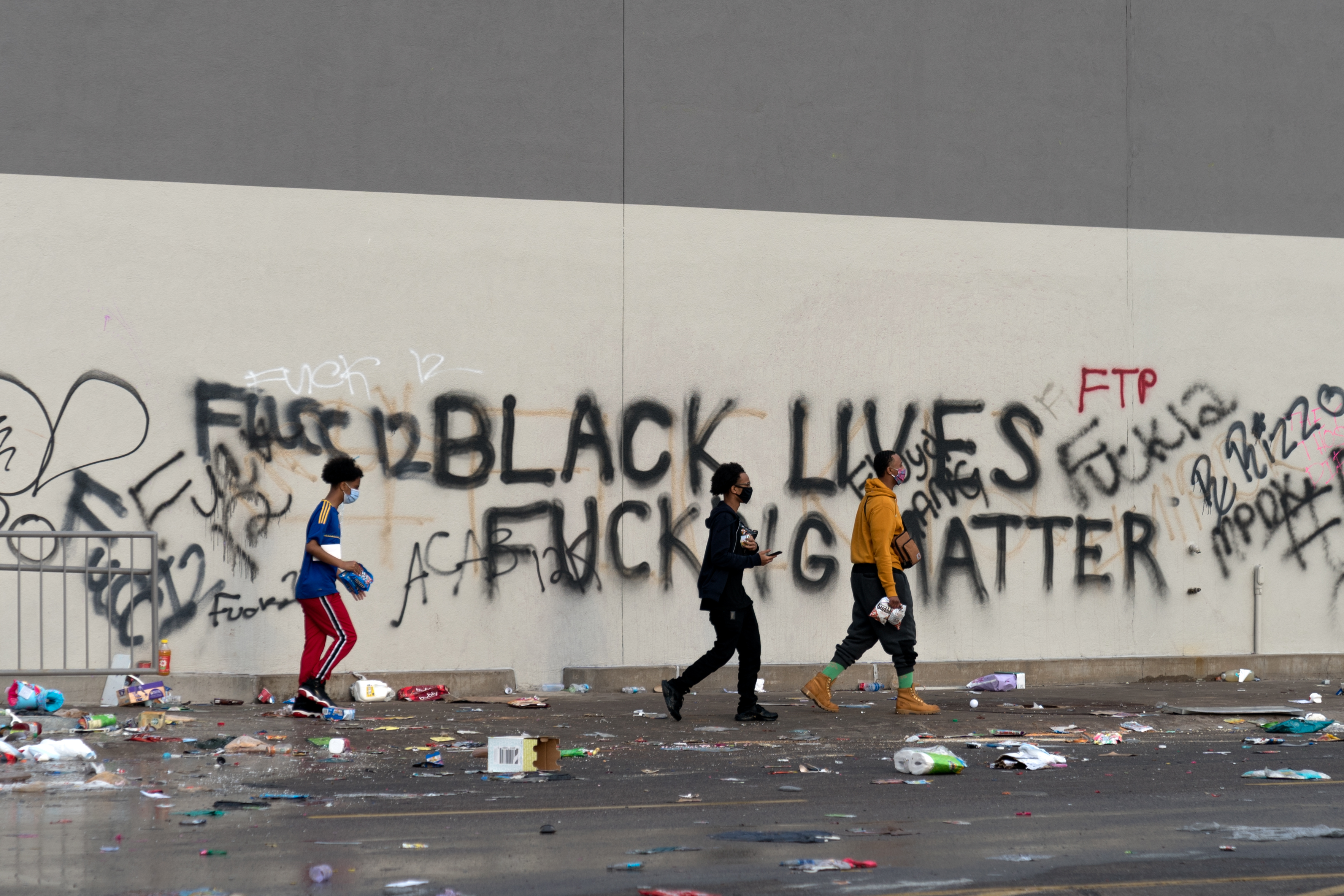
Graffiti s provoláními „Black Lives Fucking Matter“ a „Fuck 12“ (alternativa k A.C.A.B.)
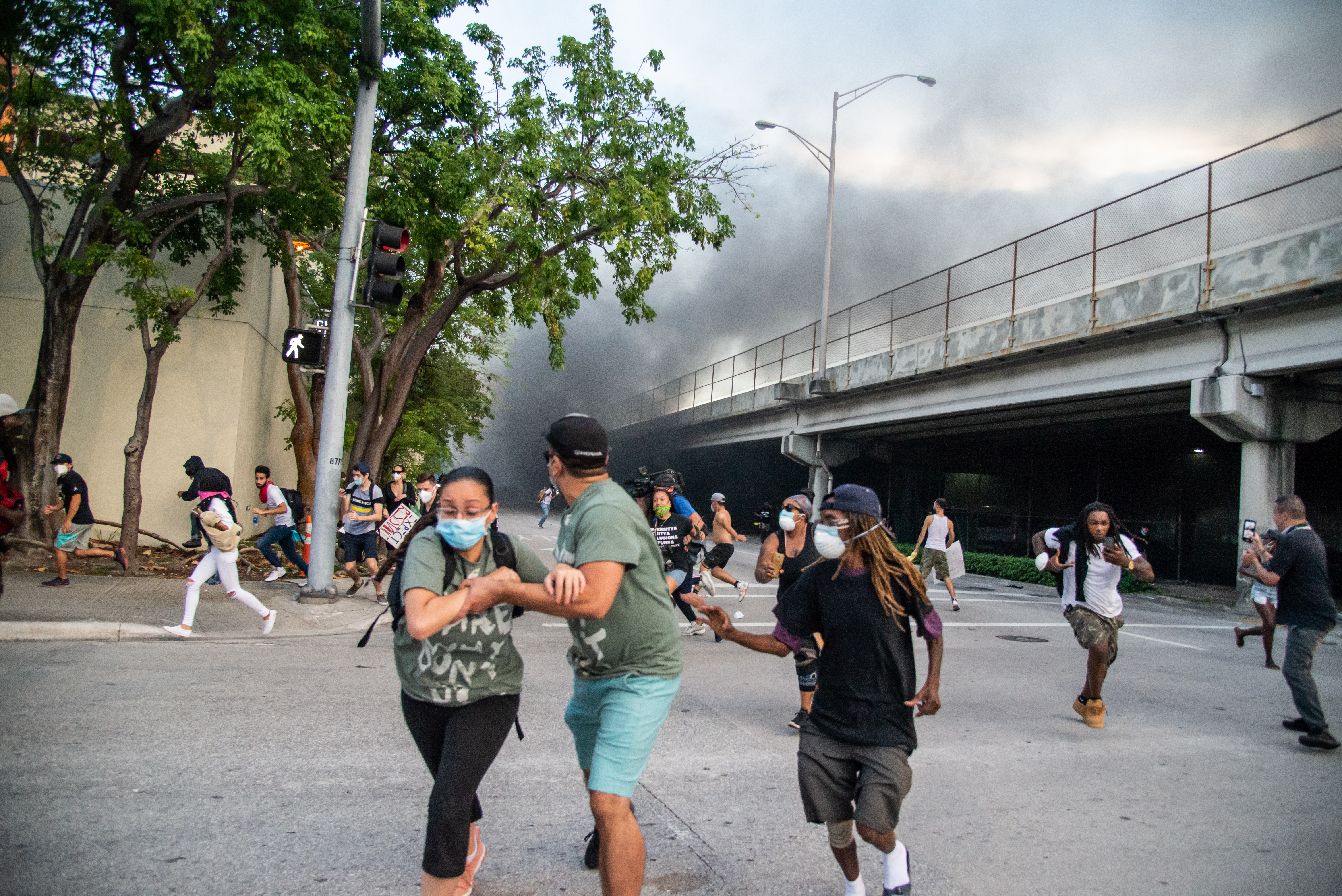
Demonstranti v Miami na Floridě prchají před policejním zásahem, 30. května 2020
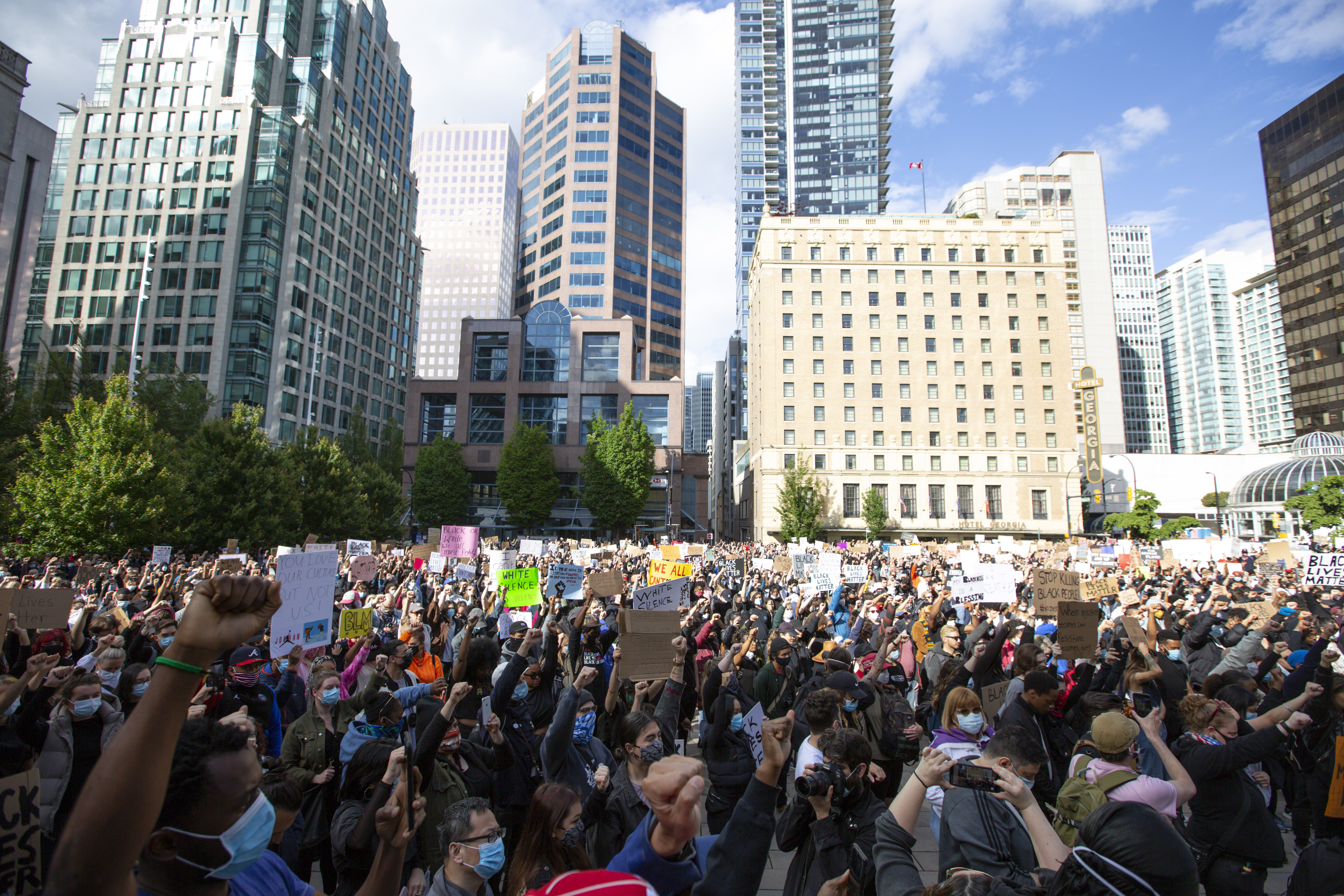
Protesty v kanadském Vancouveru